# Belzoni
Belzoni – miasto w Stanach Zjednoczonych, w stanie Missisipi, siedziba administracyjna hrabstwa Humphreys.